# Place Saint-Jacques-la-Boucherie
La place Saint-Jacques-la-Boucherie est une ancienne voie de Paris qui était située dans l'ancien 6e arrondissement et qui a disparu dans les années 1850 lors de l'ouverture de la rue de Rivoli.

## Situation
La place était située à l'angle de la rue des Écrivains et de la rue du Petit-Crucifix.
La numérotation suivait celle de la rue du Petit-Crucifix.

## Origine du nom
Elle tire son nom de la grande boucherie qui y était située, et de sa proximité de l'église Saint-Jacques-la-Boucherie.

## Historique
La place est créée en 1497 après la démolition de deux immeubles faisant l'angle des rues des Écrivains et du Petit-Crucifix. Elle formait un parvis devant l'église Saint-Jacques. C'est pourquoi elle est appelée « cloître Saint-Jacques » sur certains plans. Du fait de la destruction de l'église et de son remplacement par le marché Saint-Jacques, la place est élargie à l'est pour prendre une forme carré.
La place Saint-Jacques-la-Boucherie disparait lors du percement de la rue de Rivoli, déclaré d'utilité publique en 1848, et de l'aménagement du square de la tour Saint-Jacques.

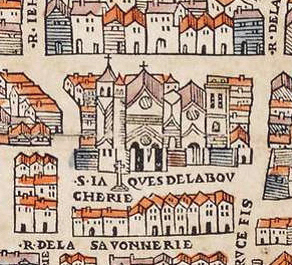
La place sur le plan de Truschet et Hoyau (vers 1550).
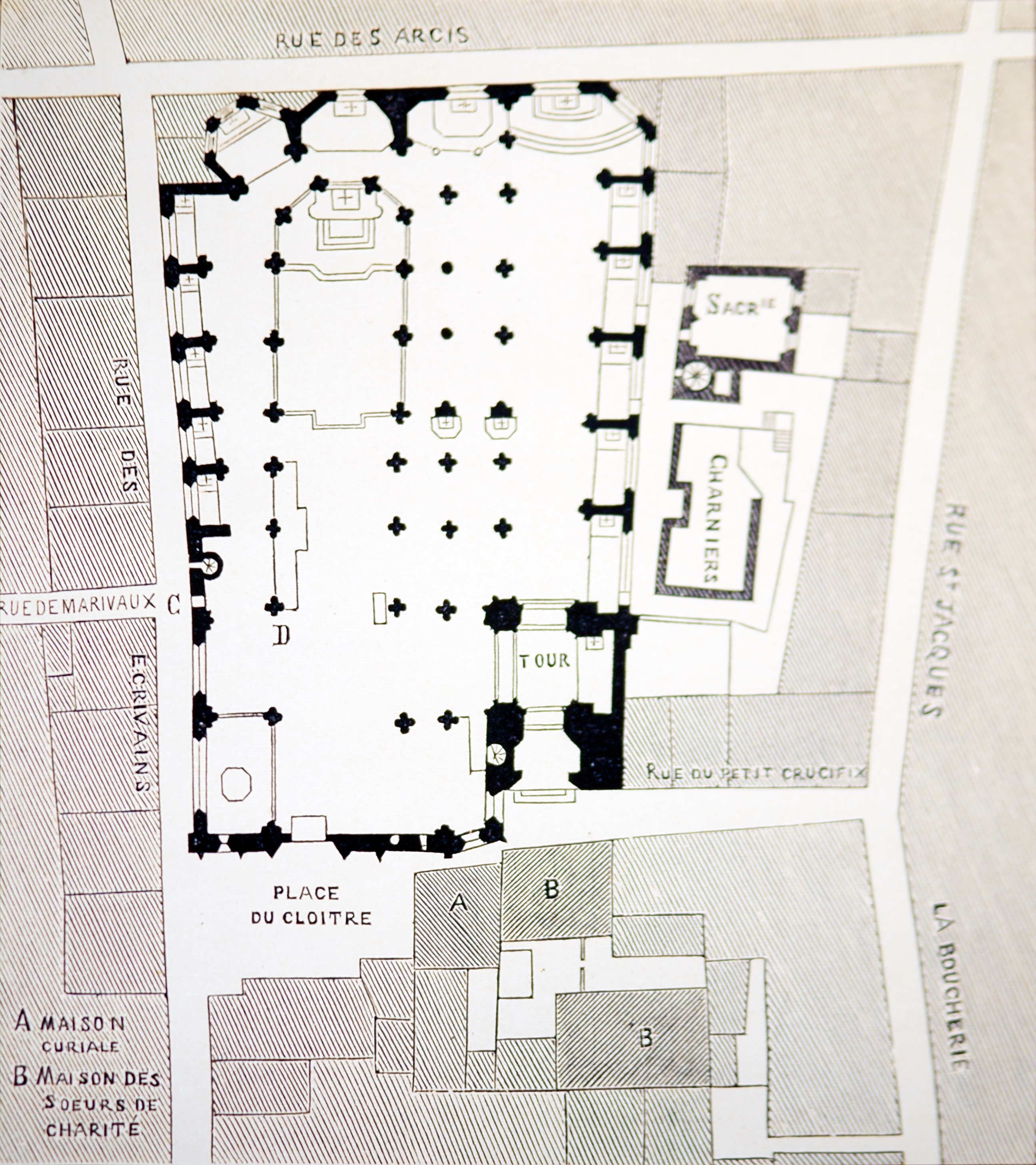
Plan de l'église au XVIIIe siècle.
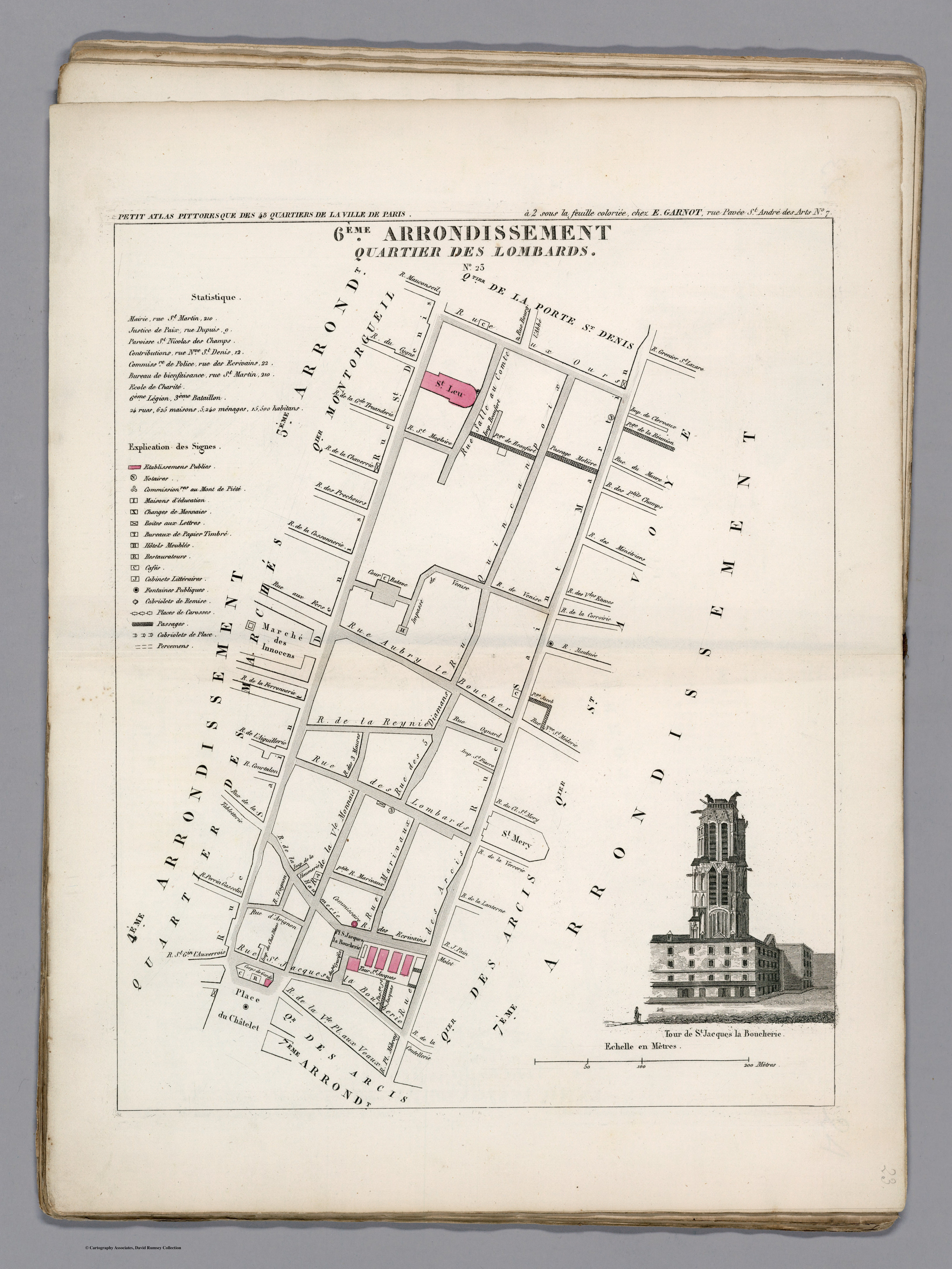
Plan du quartier des Lombards dans l'ancien 6e arrondissement en 1834.
Percement de la rue de Rivoli.